# Alain Yoda

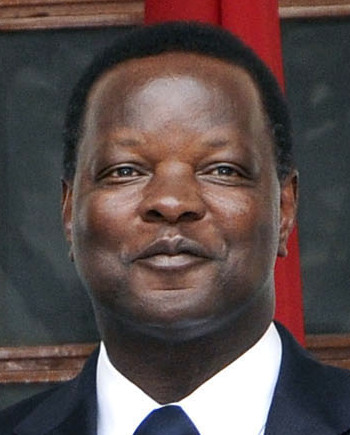
Alain Yoda (2009)

Bédouma Alain Yoda (* 31. Dezember 1951 in Komtoèga, Obervolta, heute Burkina Faso) ist ein Politiker aus dem westafrikanischen Staat Burkina Faso. Er ist seit 2002 Gesundheitsminister des Landes.
Nach dem Studium in Kamerun und Frankreich hatte er seit 1978 hohe Stellen in Ministerien inne, war zeitweise Direktor einer Fluglinie und seit 1985 Wirtschafts- und Finanzberater des Präsidenten Thomas Sankara. 1992 wurde er in die Nationalversammlung gewählt und 1997 Tourismusminister. Nach dem Posten des Ministre du Commerce de la Promotion de l'Entreprise et de l'Artisanat erhielt er 2002 den des Gesundheitsministers.
Als Regionalkoordinator der Regierungspartei Congrès pour la démocratie et le progrès (CDP) für die Region Centre-Est war er für den Wahlkampf 2007 zuständig. Anfang 2007 wurde er von Laoussény Ouédraogo, dem ehemaligen Bürgermeister von Tenkodogo, scharf angegriffen und für die als kritisch angesehene Situation der Partei in der Provinz Boulgou verantwortlich gemacht. Die Partei hielt weiter zu Yoda, konnte bei den Parlamentswahlen in der Provinz Boulgou am 6. Mai 2007 aber nur zwei von vier zu vergebenden Sitzen gewinnen. 
Yoda gehört der Ethnie der Bissa an, ist verheiratet und hat zwei Kinder.